# لگد فیلیپینی

نمایی از لگد فیلیپینی

فیلیپینی نوعی لگد چرخشی و پرشی در هنرهای رزمی است که به جهت زیبایی ظاهری آن بسیار معروف است. نکتهٔ منحصربفرد این ضربه این است که همان پایی که چرخش را آغاز می‌کند، پرش را انجام داده، ضربه را اجرا کرده و سپس فرود می‌آید و پای دیگر فقط با کمی خمیدگی در هوا می‌چرخد تا به تعادل و حفظ موقعیت ضربه‌زننده کمک کند. ضربهٔ فیلیپینی معمولاً با یک چرخش حدوداً ۵۴۰ درجه انجام می‌شود و به همین دلیل در زبان‌های اروپایی بیشتر به لگد ۵۴۰ معروف است. البته چرخش اصلی فقط ۳۶۰ درجه است اما چون معمولاً ضربه با یک گام به جلو برداشتن آغاز می‌شود حرکت ظاهری به ۵۴۰ درجه تبدیل می‌شود.
بسیاری از سبک‌های رزمی این ضربه را تمرین می‌کنند اما سبک‌های کره‌ای همچون تکواندو بیشتر از آن استفاده می‌کنند. این ضربه حتی در رقص باله هم وجود دارد و اخیراً وارد مبارزات نمایشی کشتی حرفه‌ای هم شده‌است.

## انواع
ضربه فیلیپینی نیز مثل اغلب ضربات دیگر رزمی به شکل‌های متنوعی اجرا می‌شود که هریک تفاوت‌های جزئی با یکدیگر دارند و در هر یک از رشته‌های رزمی یک یا چند نوع آن مرسوم است. در مرسوم‌ترین شکل ضربه فیلپینی ضربه لگد به صورت لگد هلالی اجرا می‌شود یعنی انگشتان پا هنگام اجرای ضربه به سمت بالا قرار گرفته‌اند و محل برخورد ضربه با حریف کف پا است اما در شکل دیگری که در تکواندو مرسوم است ضربه به صورت لگد دورانی (دولیوچاگی) اجرا می‌شود؛ یعنی کمر قبل از اجرای ضربه چرخش ۹۰ درجه دارد و محل برخورد ضربه با حریف روی پا است. در شکل دیگری از فیلیپنی که بیشتر در ووشو مرسوم است ورزشکار بلافاصله بعد از اجرای ضربه فرود نمی‌آید بلکه یک چرخش ۱۸۰ یا ۳۶۰ درجه دیگر را هم در هوا انجام می‌دهد.